# Flaminio Bertoni
Pour les articles homonymes, voir Bertoni.
Flaminio Bertoni, né le 10 janvier 1903 à Masnago, près de la ville de Varèse, en Lombardie  et mort le 7 février 1964 à Antony, est un designer industriel et sculpteur italien actif en France, notamment au service du constructeur automobile Citroën. Il travaille à la conception des modèles emblématiques de la marque : Traction Avant, Type H, 2CV, DS, Ami 6,8 & Super et Belphégor.

## Biographie

### Jeunesse
Flaminio Bertoni est né le 10 janvier 1903 en Italie dans une famille modeste.
À la mort de son père, en 1918, Flaminio qui n'a alors que quinze ans, est contraint d'interrompre ses études à l'école technique de Varèse. Il trouve une place d'apprenti menuisier chez Macchi, un constructeur automobile local.
Il débute à l'atelier de menuiserie puis passe à celui de ferblanterie, ce qui lui permet de se familiariser avec le travail de la tôle.
Il occupe ses loisirs à dessiner, il admire l'artiste polymathe Léonard de Vinci (il nomme son premier fils Léonardo) et se perfectionne en dessin artistique et en sculpture à l'École des beaux-arts de Varèse sous la direction d'Enrico Butti. Il commence alors le modelage de la première maquette d'automobile, futuriste, qui ne voit jamais le jour. Il dépose un brevet pour la manœuvre pneumatique des vitres de voiture.
En 1923, il se rend à Paris à l'invitation d'un groupe de techniciens français qui avaient admiré son talent de dessinateur lors d'une visite chez Macchi. Il est d'abord employé par la carrosserie Felbert, puis la carrosserie Manessius et, enfin, pour une année entière chez Rothschild où il rencontre Lucien Rosengart.
De retour à Varèse et chez Macchi en 1924, il est nommé chef dessinateur. Mais en 1929, après une dispute avec la direction de Macchi, il démissionne pour ouvrir son propre atelier où il partage son temps entre la conception de voitures et la sculpture.
Amoureux de Giovanna Barcella, une jeune femme que sa mère lui interdit d'épouser, Bertoni s'installe à Paris en 1931.

### Paris
En 1932, Flaminio Bertoni est embauché par André Citroën. Il prend la direction du service « Style », qu'il garde jusqu'à sa mort. Pendant plus de trente ans, il façonne l'image des véhicules au double chevron.
1934 voit le lancement de la Citroën Traction Avant, voiture révolutionnaire à traction avant, mise au point par Bertoni avec André Lefèbvre. L'année suivante, la mise au point de la Très Petite Voiture (TPV) de Citroën débute. Elle sera lancée en 1948 sous le nom de 2CV, mais Bertoni n'y participe pas directement car le confort et l'esthétique du véhicule sont écartés au profit d'une réduction drastique des coûts et d'une conception minimaliste. 
Bertoni achève un autobus pour Barfoffio en Italie et continue sa sculpture.
En 1937, il est contacté par l'entreprise ERSA de Courbevoie pour dessiner un prototype de voiture à 3 roues. Pendant un an il étudie le sujet et produit quelque 500 dessins. Le prototype est finalement présenté après la guerre en 1946 par la société Mathis sous le nom VEL 333. Il reste toutefois à l'état de prototype.
Au début de la Seconde Guerre mondiale en 1939, Citroën met en sommeil le projet de lancement de la 2CV.

### Seconde Guerre mondiale
Après l'entrée en guerre de l'Italie, alliée de l'Allemagne, en 1940, Bertoni est arrêté par les autorités françaises. Libéré par les forces allemandes d'occupation, il revient chez Citroën, mais il est gravement blessé lors d'un accident de moto et reste hospitalisé pendant un an.
Après la libération de Paris, en 1944, il est de nouveau arrêté et emprisonné, mais il est innocenté.

### Après guerre
Chez Citroën, il poursuit les travaux sur la TPV et sur la DS et DS 19.
En 1948, Citroën lance la 2CV au Salon de l'automobile de Paris. L'année suivante, Bertoni termine ses études d'architecture qu'il a commencées à l'hôpital après son accident de moto en 1940.
En 1955, la DS 19 est saluée comme une « déesse » après son lancement au Mondial de l'automobile de Paris. Citroën vend 12 000 voitures, le premier jour du salon.
Et Bertoni, devenu architecte, offre un système radical de construction de maisons familiales ; son système est adopté en 1956 à Saint-Louis (Missouri), où 1 000 maisons sont construites en 100 jours.
En 1957, la DS 19 est exposée à la Triennale de Milan, suspendue à des pylônes pour mettre en valeur la beauté de sa carrosserie. Roland Barthes évoque cette « déesse » dans Mythologies. Et en 1961, l'Ami 6 est présentée.
En 1961, il est nommé chevalier des Arts et des Lettres. La distinction lui est remise par André Malraux, alors ministre de la Culture dans le  gouvernement de Gaulle.
Flaminio Bertoni meurt soudainement d'une hépatite foudroyante en 1964, à l'âge de 61 ans, à Antony, où il repose désormais avec sa seconde épouse, la ballerine Lucienne Marodon, et son deuxième fils Serge.

## Galerie d'automobiles dessinées par Flaminio Bertoni

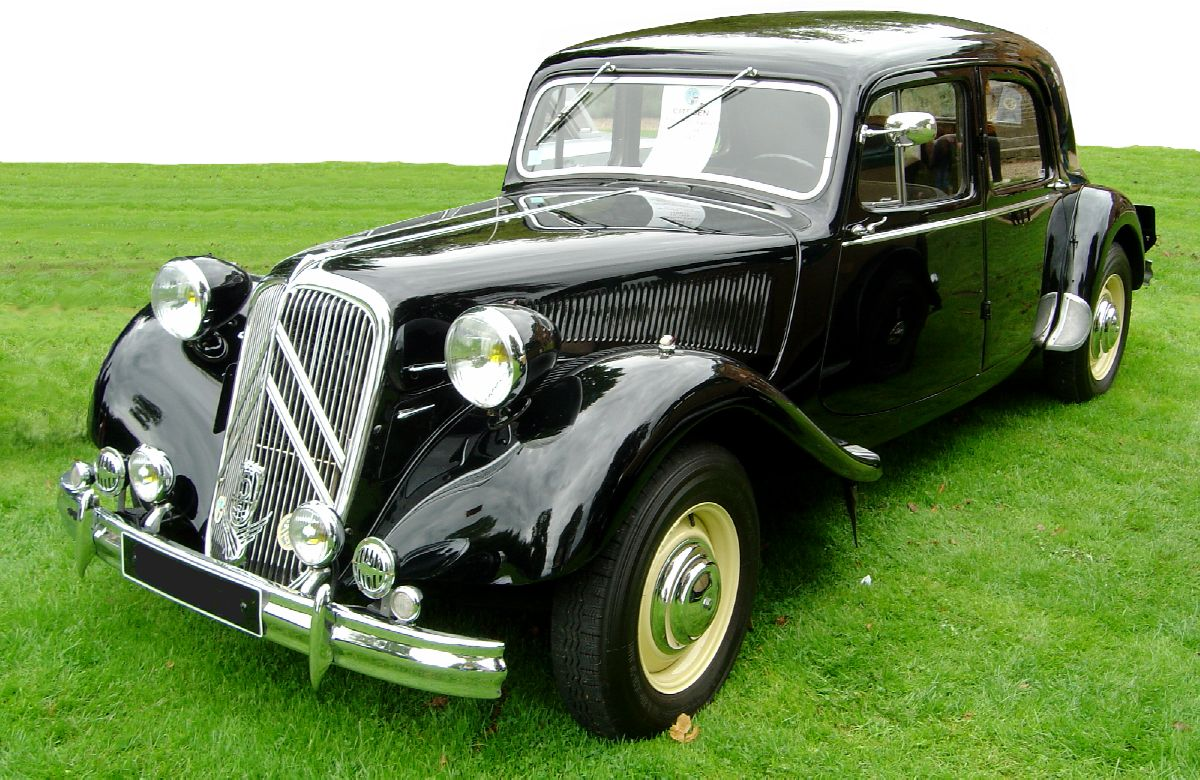
Citroën Traction Avant.
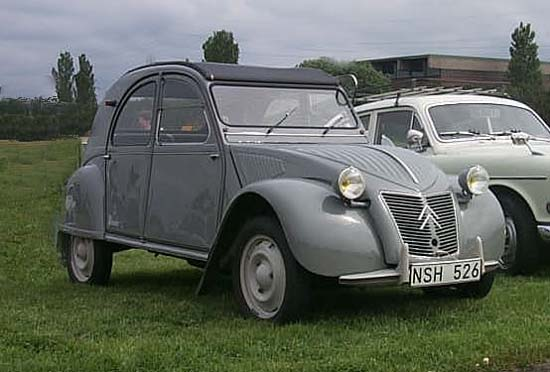
2CV.
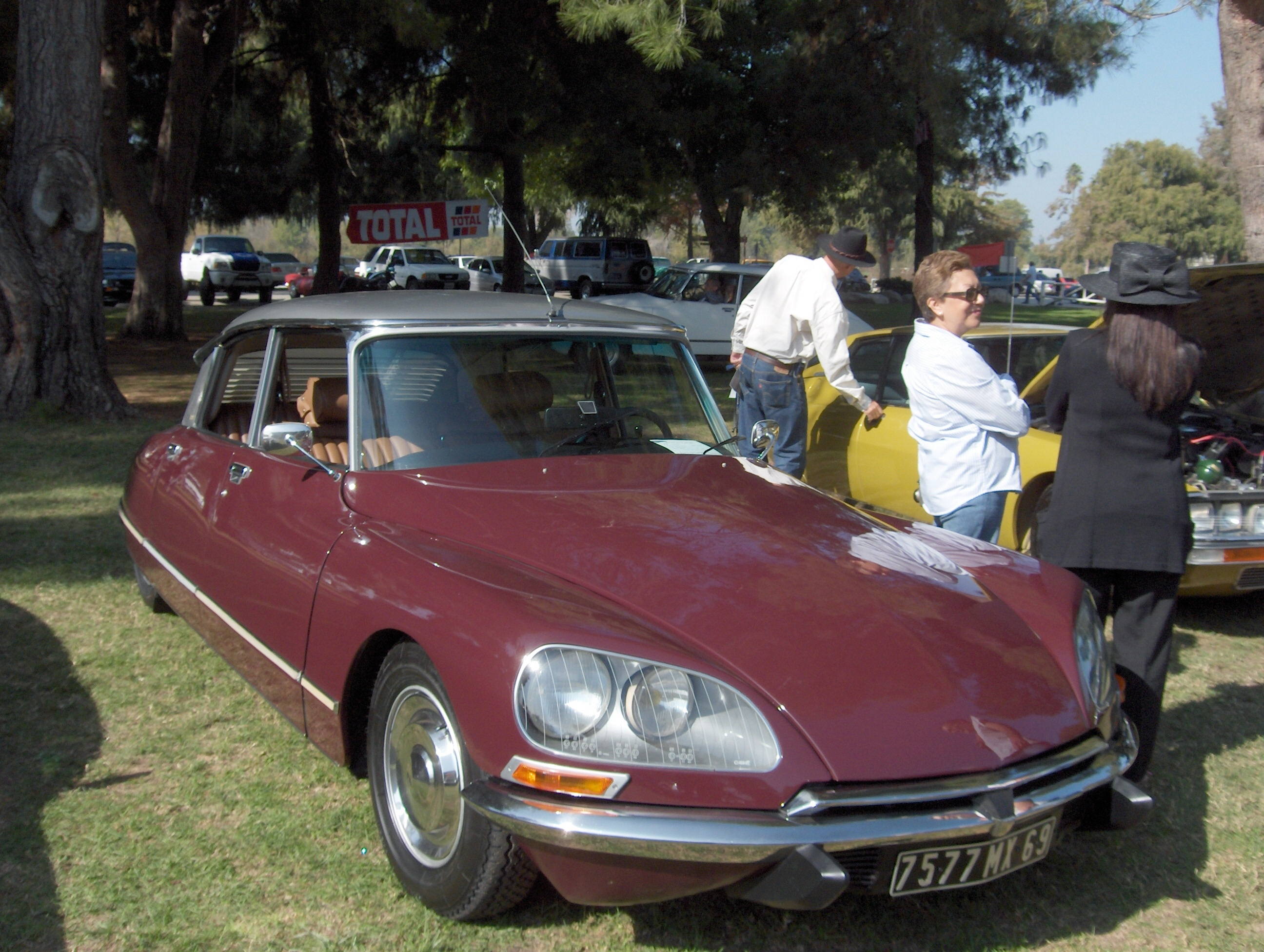
Citroën DS.
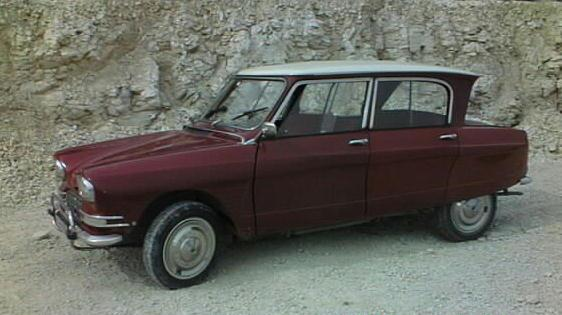
Citroën Ami 6.

## Postérité
En 2003, une plaque et une rue en escalier à son nom sont inaugurées à Masnago.
Le 10 mai 2007 a été inauguré à Varese le Museo Bertoni,. Depuis 2016, elle est exposée au musée Volandia de Somma Lombardo.
Ses conceptions sont considérées avec admiration et nostalgie par de nombreux amateurs d'automobiles dans le monde,,,,,.